# Zanobi Acciaiuoli
Zanobi Acciaiuoli O.P. (Firenze, 25 maggio 1461 – Roma, 27 luglio 1519) è stato un religioso, scrittore e traduttore italiano, bibliotecario vaticano sotto Papa Leone X e membro della famiglia fiorentina degli Acciaiuoli.

Stemma degli Acciaiuoli

Era figlio di Raffaele Acciaiuoli e di Alessandra Bardi.

## Biografia

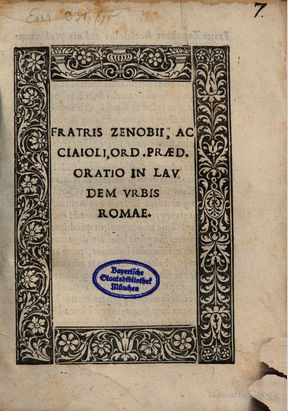
Oratio in laudem urbis Romae

Dopo essere diventato frate domenicano, nel 1495, apprese il greco e l'ebraico in tarda età, diventando per la sua erudizione bibliotecario pontificio nel 1518.
Lavorò molto come traduttore soprattutto dal greco antico al latino, traducendo autori come Eusebio di Cesarea, Olimpiodoro di Tebe e Teodoreto di Cirro. Oltre alle traduzioni, scrisse un panegirico della città di Napoli, il testo teologico Liber de vindicta Dei contra peccatores e alcuni poemi.
Morì a 58 anni a Roma.
Nella Biblioteca Vaticana è conservata la sua copia personale del testo di Eusebio, ricca di note e annotazioni e siglata sul frontespizio come "F. Zenobii Acciolj".

## Opere

### Traduzioni
- Eusebio di Cesarea,[1] In Hieroclem. Dedicato a Lorenzo de' Medici, prima pubblicazione nel 1504.
- Olimpiodoro di Tebe,[1] In Ecclesiasten, (Henri Estienne, 1512)
- Teodoreto di Cirro,[1] De curatione Graecarum affectionum libri duodecim, (Parigi, Henri Estienne, luglio 1519)
- Teodoreto di Cirro,[1] De providentia Dei libri X.

### Opere originali
- Liber de vindicta Dei contra peccatores
- Oratio in laudem Urbis Romae[3]
- Oratio in laudem Civitatis Neapolitanae[4]